# Дацків Михайло Ярославович
Михайло Ярославович Дацків  — молодший сержант Збройних Сил України, учасник російсько-української війни, що загинув у ході російського вторгнення в Україну в 2022 році. Уродженець Самбірського району.

## Життєпис
Народився 31 березня 1974 в селі Ковиничі Львівської області. Навчався у школі поліції, працював поліцейським. Згодом зайнявся фермерським господарством, вирощував зерно . 
Військовослужбовець 24ОМБр.
Загинув поблизу Попасної Луганської області 

## Нагороди
- Орден «За мужність» III ступеня (2022, посмертно) — за особисту мужність і самовіддані дії, виявлені у захисті державного суверенітету та територіальної цілісності України, вірність військовій присязі[2][3].